# London Buses
London Buses är ett dotterbolag till Transport for London (TfL), som ansvarar för busstrafiken i Londonregionen i Storbritannien. De flesta busslinjer i regionen drivs av privata transportföretag enligt avtal med London Buses. Underleverantörernas bussar målas i den traditionella röda färgen. 
Kommunen London ansvarar för några linjer i Londonregionen. Busstrafik till och från angränsande områden hanteras också utanför ansvarsområdet för London Buses. För dessa linjer finns ofta ett samarbete om taxa med London Buses inom Storlondons gränser, men i många fall tillämpad en separat taxa.

## Bildgalleri

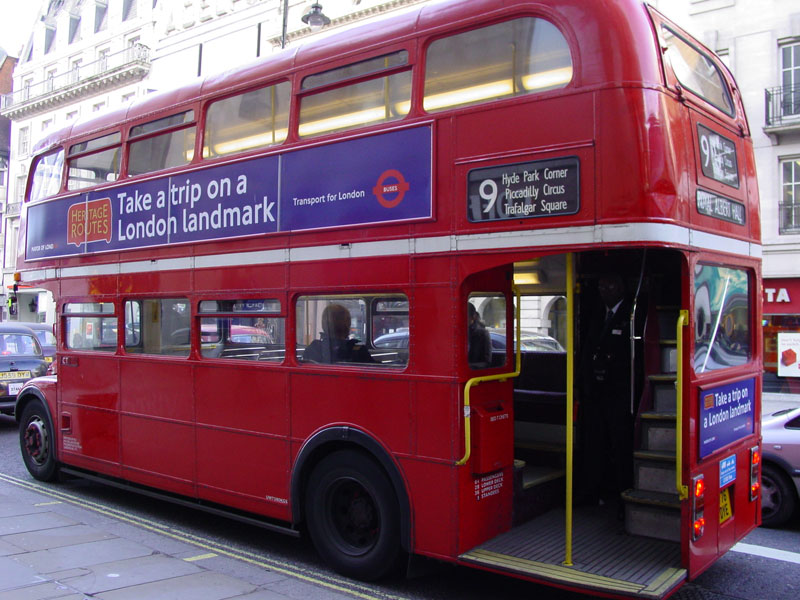
En traditionell Routemaster-buss.
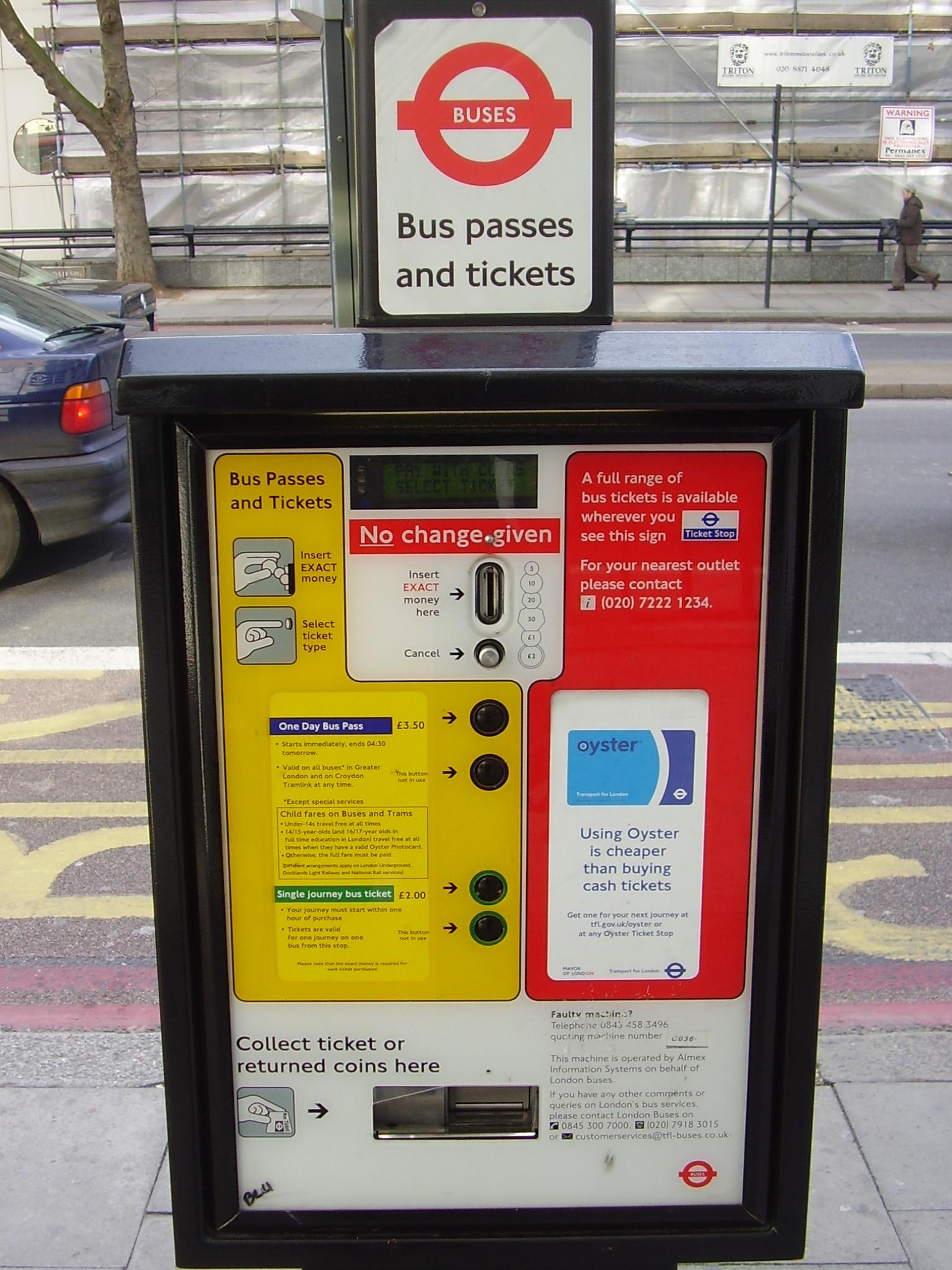
Biljettautomat